# Matthias Lindner (1988)
Matthias Lindner (Scheiblingkirchen-Thernberg, 7 settembre 1988) è un calciatore austriaco, attaccante del Katzelsdorf.

## Carriera

### Club
Esordisce in Bundesliga il 5 agosto 2007, mentre veste la maglia del Mattersburg, sotto la guida di Franz Lederer. Con la squadra del Burgenland non riesce ad imporsi e nel 2011 viene ceduto al Wiener Neustadt, sempre in Bundesliga.
Dopo una sola stagione raggiunge il Blau-Weiß Linz in Erste Liga. La squadra retrocede al termine del doppio spareggio contro il Parndorf e proprio con questa società Lindner firma un contratto a decorrere dal luglio 2013.